# Terremoto de Varto de 1966
El terremoto de Varto de 1966 ocurrió a las 14:22 hora local del 19 de agosto de 1966 con una magnitud de momento de 6,8 y una intensidad máxima de Mercalli de IX. Murieron 3.000 personas y hasta 1.500 resultaron heridas en la ciudad de Varto y Hınıs, en la provincia de Muş, en el este de Turquía.
El terremoto devastó todas las estructuras de Varto.Esta catástrofe fue precedida por un terremoto de magnitud 5,6 que azotó Varto el 7 de marzo de 1966, matando a 14 personas e hiriendo a 75 personas.